# Bukovel

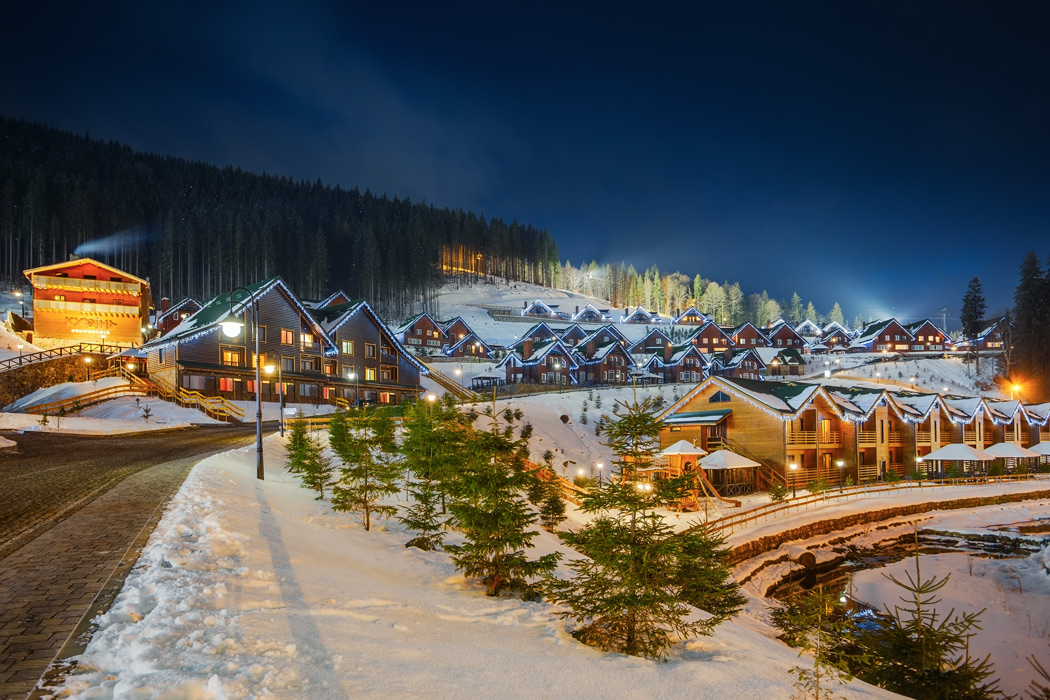
Bukovel

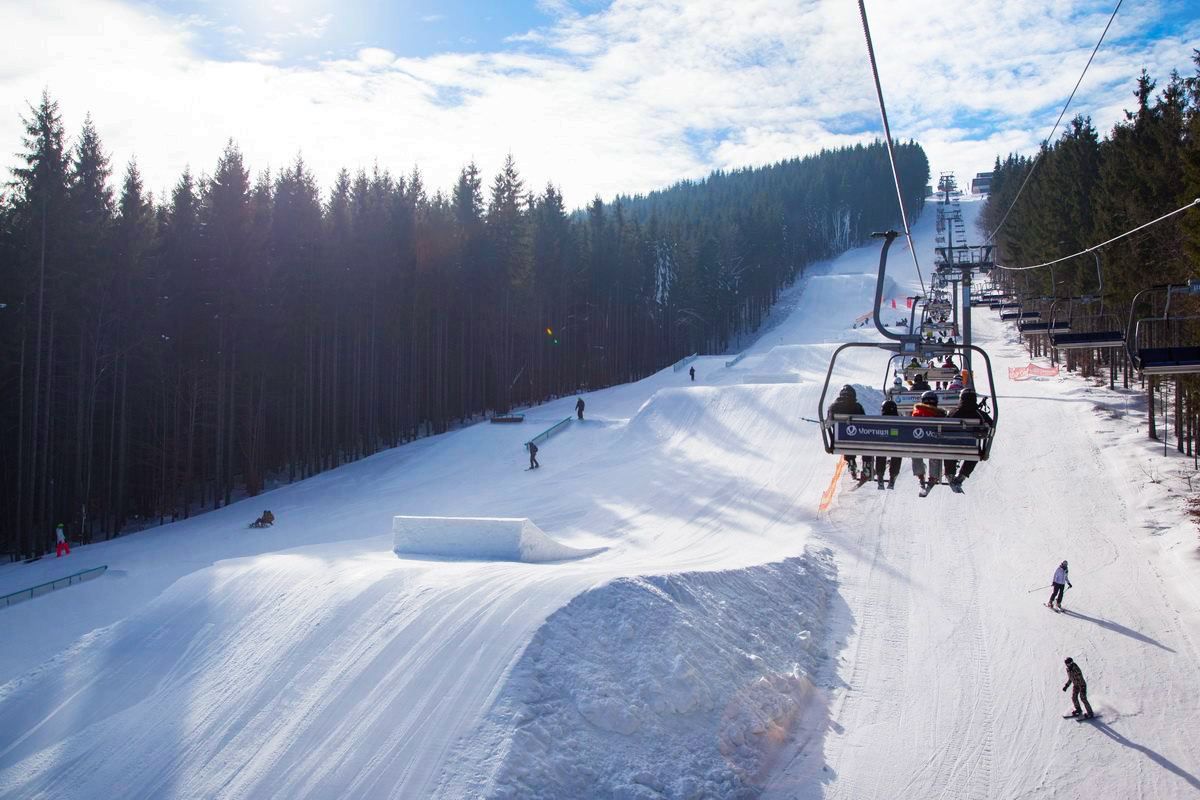
Snowpark del resort sulla pista 8A

Bukovel  è la più grande stazione sciistica dell'Ucraina. Si trova vicino al villaggio Polyanytsya del distretto di Yaremche, ai piedi del monte Bukovel a 920 metri sul livello del mare. Il punto più alto del resort, Dovha, 1372 m. La stagione invernale può durare da novembre ad aprile.

## Geografia
La stazione sciistica si trova vicino al villaggio Polyanytsya, regione di Ivano-Frankivsk, a 30 km da Yaremche e 100 chilometri a sud-ovest da Ivano-Frankivsk . 
Bukovel comprende cinque montagne: Bukovel (1127 m), Bulchinhoha (1455   m), Dovha (1373 m), Babin Pogar (1 180 m), Kleva nera (1 241 m).
È il territorio del fiume Prutets Yablunytskyi, l'affluente di sinistra del fiume Prut (bacino del Danubio ). Nel 2014, è stata costruita una diga artificiale sul fiume Hnylytsya (affluente sinistro del fiume Prutets Yablunytsky) formante il Lago Mladost, di 6.8 ha (con superficie simile al lago carpatico Synevyr ). 

## Come raggiungere
La fermata del treno più vicina (ex stazione) è nel villaggio di Tatariv (circa 15 chilometri). 
I treni che si fermano qui sono:
- 605/606 Leopoli-Rakhiv-Leopoli
- 357/358 Hutsulshchyna Kyiv-Rakhiv-Kyiv (via Vinnytsia, Khmelnytskyi, Ternopil, Kolomyia)
- quando aumenta il traffico passeggeri durante le vacanze e in inverno viene introdotto un ulteriore treno Kiev-Rakhiv (via Shepetivka, Leopoli)

Altri treni:
- Ivano-Frankivsk-Rahim
- Coloma-Rahim
- Coloma-Vorohta

Non c'è una cassa alla fermata di Tatariv ma è possibile acquistare un biglietto sul treno. Per i viaggi in treno passeggeri che richiedono la prenotazione di un luogo specifico, è possibile acquistare un biglietto in anticipo o online. Ci sono anche biglietterie nelle stazioni di Yaremche e Vorokhta.
Autobus:
- Yaremche-Bukovel
- Vorokhta-Bukovel (raro)
- Coloma-Bukovel

Ci sono anche autobus diretti per diversi centri regionali dell'Ucraina, ma la tariffa raggiunge i 400 grivni.  Praticamente tutti gli autobus locali passano attraverso Tatariv.  A Tatariv si può prendere l'autobus per Yablunytsya, Vorokhta, Mukacheve.

## Storia
La storia della stazione sciistica inizia nel 2000, quando fu firmato un accordo tra Skorzonera LLC e Horizont AL per istituire un complesso turistico e ricreativo per tutto l'anno. Sono stati effettuati studi pre-progetto sul territorio, sono state prese in considerazione le possibili opzioni per la posizione dei campi da sci e gli assi delle funivie della prima tappa. Le principali società straniere, tra cui la società austriaca Plan-Alp e la società canadese Ecosign, sono state coinvolte nell'esplorazione del territorio e nella creazione del piano generale.
Alla fine del 2001, sono stati avviati i primi lavori sulla prima funivia del complesso sul versante settentrionale di Bukovel con lunghezza 691 m. Nel 2002 è stata realizzata la funivia sul pendio nord-occidentale di Bukovelcon con lunghezza di 1000 m.
Nel 2003 è stato realizzata la seconda pista, 2A, e la doppia seggiovia. Nel 2004 è stata aperta la pista 7A ed è stato installato un ascensore per rimorchio e sono iniziati i preparativi per la creazione di un'arena sciistica su larga scala.
Nel 2003/2004 c'erano 48.000 visitatori sul territorio di Bukovel, nel 2004/2005  206.000, nel 2006/2007 circa 400.000. Durante la stagione 2008/2009, il resort è stato visitato da circa 850.000 turisti. Nel 2010/2011, il resort ha registrato 1,2 milioni di visite giornaliere.
Circa il 10% dei turisti sono stranieri. 
Nel 2012, Bukovel è stata riconosciuta come la stazione sciistica con la più rapida crescita al mondo.

## Infrastruttura

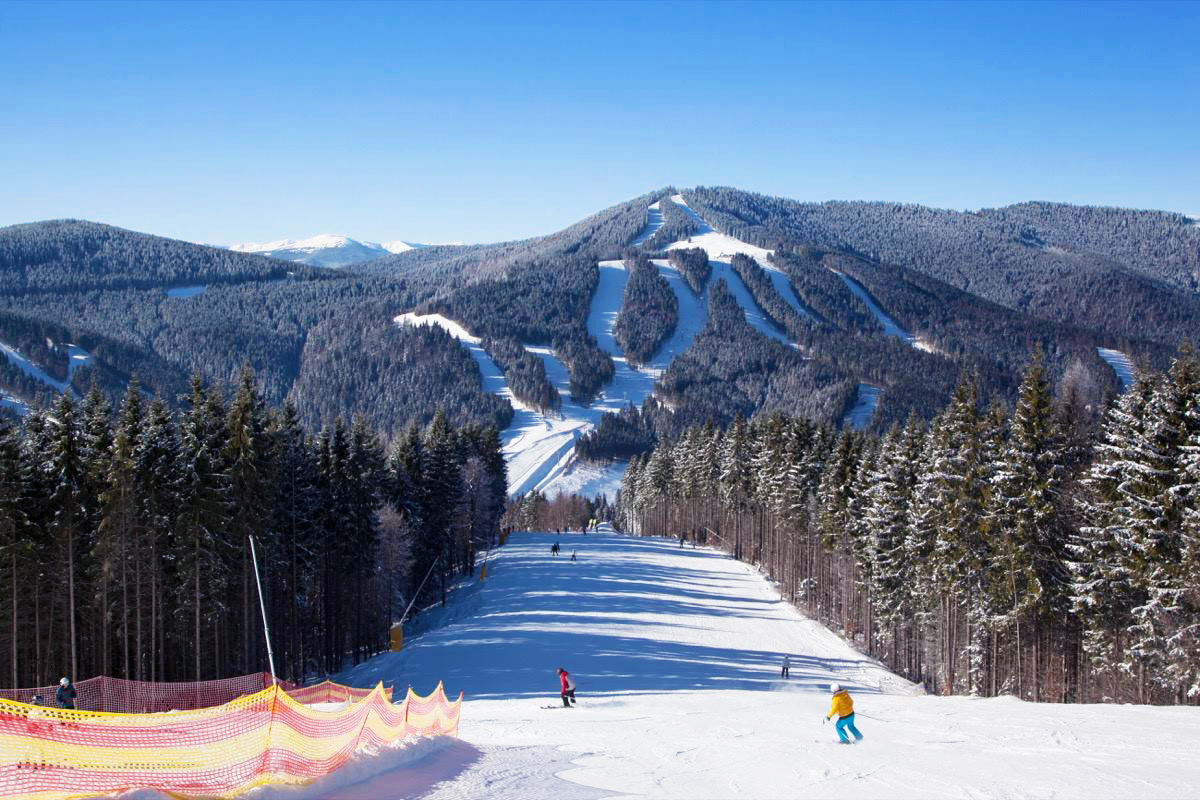
Percorsi del resort

### Sport
- 68 km di piste preparate ed equipaggiate con generatori di neve
- 63 piste da sci di tutti i livelli di difficoltà
- 16 ascensori con una capacità di 34.700 persone/h
- scuola di sci (incluso asilo nido specializzato)
- punti di noleggio attrezzatura
- snowpark
- parco ciclistico

Per la prima volta nell'autunno del 2015, Bukovel è diventata la sede degli eventi di triathlon con la più elevata altitudine. 
Nel giugno 2016 si è tenuto un altro triathlon, che ha raddoppiato il numero di atleti, i rappresentanti dei media e i visitatori.

### Residenze
- sette complessi alberghieri con circa 1500 letti
- circa 12.000 posti letto di diverse categorie nelle regioni intorno al resort
- Chalet indipendenti a 4 e 5 stelle con garage privato, piscina, sauna e ski-out personale

### Attrazioni estive
- Discesa su fune "volo dell'angelo" più lungo dell'Ucraina, 1130 m.
- Tour in jeep o noleggio di jeep Wrangler
- Un lago con un sistema di riscaldamento ecologico e una spiaggia attrezzata
- Parcheggio per biciclette, noleggio biciclette
- Campi sportivi
- Equitazione
- Sentieri escursionistici
- Parete da arrampicata
- Affitto di pergole
- Gite nella regione
- Parco avventura
- Tour in quad
- Paintball / Airsoft
- Bowling
- Biliardo
- Club per bambini e centro di intrattenimento

### Attrazioni invernali
- Discesa su fune "volo dell'angelo" più lungo dell'Ucraina, 1130 m.
- Scuola di intaglio
- Snoubayk
- Camminando sulla slitta trainata da cani
- Snow Tube
- snowpark
- Noleggio di fuoristrada, motoslitte, scooter "Segway"
- Big-Airbag

### Il più grande lago artificiale in Ucraina
Nell'estate del 2014 Bukovel ha aperto il più grande lago artificiale del paese:
- una superficie di 6,8 ha
- 750 × 140 m
- spiaggia con una lunghezza di 2 km.
- profondità fino a 15 m.

Il lago è diventato un progetto su larga scala del valore di quasi 150 milioni di UAH
Le rive del lago sono attrezzate con lettini, zone spiaggia e bar. Sul lago, è stata sviluppata l'intera gamma di divertimenti acquatici: 
- sci nautico
- wakeboard
- kayak
- catamarani
- Jet Ski
- aquabat, acquascivolo
- scuola di sub

La sicurezza è garantita da istruttori esperti, i bagnini sono accreditati e le aree di balneazione sono delimitate.

### Centri benessere
Dal 2008, Bukovel ha iniziato a svilupparsi come centro medico e balneologico. Ora gestisce un centro dotato di moderne attrezzature diagnostiche e mediche. È specializzato nell'aiutare le persone con problemi muscoloscheletrici, gastrointestinali e del tratto urinario.
Sono anche note le sue vasche, che operano sulla base di acqua minerale e di erbe.

### Piste e impianti di risalita

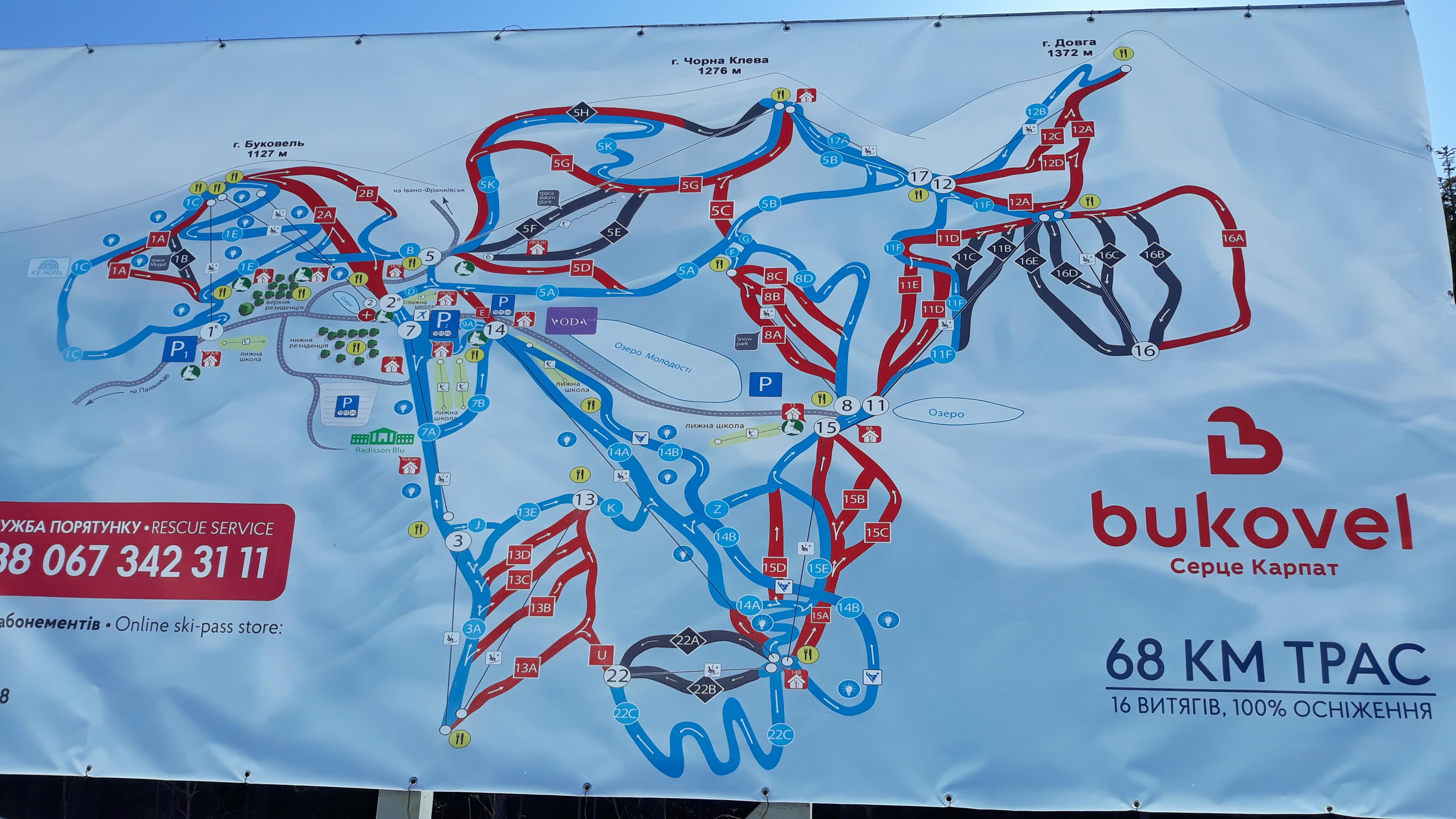
Mappa delle piste di Bukovel

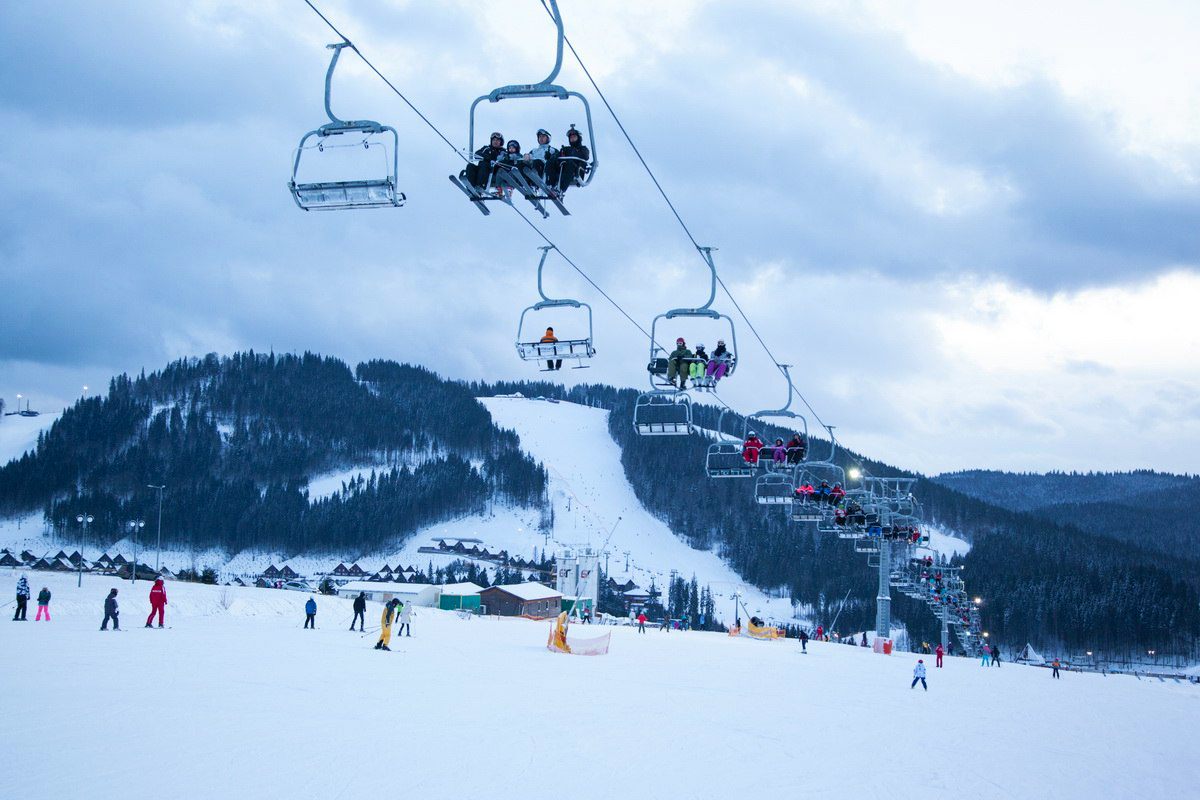
Quattro seggiovie

Bukovel si trova su cinque montagne: Dovha (1372 m), Bukovel (1127 m), Bulchinokha (1455 m), Babin Pogar (1180 m), Black Kleva (1241 m). Per questo motivo il resort ha più di 53   km di piste di tutti i livelli di difficoltà. I percorsi corrono su pendii appositamente preparati con base in erba. Tutti sono dotati di generatori di neve e protetti dalla luce solare diretta. I sentieri sono preparati per sciare con speciali attrezzature per spazzaneve. L'illuminazione delle quattro piste (1, 2, 7, 14) con fari consente di sciare anche la sera. 
Durante la stagione, 16 moderni impianti di risalita operano con una capacità totale di 34.700 persone all'ora. Allo stesso tempo, possono sciare comodamente fino a 15.000 persone.
- Numero di piste: 63
- Lunghezza delle piste: da 300 a 2353   m.
- Classificazione dei sentieri: blu, rosso, nero.
- Dislivello: da 40 a 285   m.
- Ci sono piste per lo slalom gigante e il magnate (Numero 1B)

16 impianti di risalita:
- 11  a quattro posti
- 1   a due posti
- 1   a tre posti
- 1 - una tromba
- 2 Multilift

### Scuola di sci Bukovel
Scuola di sci Bukovel   - La scuola di sci e snowboard Bukovel è stata fondata nel 2001  dai gestori della stazione sciistica di Bukovel e allenatori di sci e snowboard. Le attività della scuola hanno lo scopo di educare le persone di tutte le età, formare atleti professionisti, promuovere stili di vita sani e sciare. 
La scuola di sci Bukovel è il principale organizzatore di gare di sci alpino e snowboard per bambini, dilettanti, atleti e maestri con più di 30 gare nella stagione invernale. Durante l'estate, la scuola organizza programmi per il campo sportivo e ricreativo per bambini Bukovel, che opera sul territorio del resort, e organizza varie attività di intrattenimento per i visitatori del centro commerciale Bukovel. Bukovel Ski School è anche l'organizzatore di progetti sociali di beneficenza su larga scala ("Get on the ski", "Sports section", "Happy children"), volti a promuovere lo sci di montagna tra bambini, giovani atleti, studenti di collegi.
I partner permanenti della scuola di sci Bukovel sono: Ministero dell'istruzione e della scienza, Ministero della gioventù e dello sport, Federazione sciistica ucraina, Comitato Olimpico Nazionale Ucraino. 
Tutti gli istruttori della scuola sono stati formati con gli standard internazionali di formazione degli istruttori di sci alpino e snowboard ISIA.

### Bukovel Bike Park
Bukovel Bike Park   - parco ciclistico del complesso turistico di Bukovel. Il parco è dotato di percorsi per varie discipline della mountain bike (MTB): Cross-Country, DownHill. 
- Lunghezza dei percorsi per ciclismo normale 46,7 km
- La lunghezza dei sentieri per la discesa ripida 4,7 km

Bike Park offre 10 percorsi di diverse complessità e lunghezza: dalle piste a DownHill e SuperD. Oltre 6.000 turisti visitano il parco durante la stagione.
Bukovel Bike Park è l'organizzatore e la sede principale di numerose competizioni ciclistiche, tra cui l'annuale Bukovel Grand Bike Fest, il Campionato nazionale di discesa libera dell'Ucraina (Bukovel DH).

### Sport del fine settimana
Nel 2015-2017, la Postmen Digital Agency ha ospitato presso il resort gli eventi sportivi di più alto profilo in Ucraina: Sport Weekends, Sprint Triathlon Cup, Mountain UltraSwim, Triathlon Olympic Cup, 100 BukoMil, Bukovel 160 km UltraTrail, corsa verticale, endurance UltraTrail, 1/2 triathlon di ferro.

### Voda day & night club
VODA day & night club Archiviato il 17 settembre 2016 in Internet Archive.   - è un complesso unico che offre una varietà di intrattenimentI e servizi. Complesso estivo accoglie fino a 1500 visitatori che si rilassano in riva al lago, nel parco acquatico gonfiabile, nella zona relax e nella grande piscina. Oltre al riposo di una giornata, gli ospiti possono anche assistere a spettacoli notturni e spettacoli di artisti dal palcoscenico unico sull'acqua. 
In inverno, la zona relax può ospitare fino a 200 persone. Agli ospiti viene offerta una gamma di servizi: un bagno turco romano, una sauna mediterranea e una sauna finlandese con controllo dell'umidità, che è fatto di cedro canadese, che ha potere curativo e un aroma naturale meraviglioso. Puoi anche visitare la grotta di sale per migliorare la tua immunità e liberarti di una serie di disturbi.

### Centro internazionale per bambini Artek-Bukovel
Nel 2014 "Artek-Bukovel" era pronto ad accettare 1500 bambini per un turno e più di 10.000 in tutta l'estate. Nell'inverno 2014-2015, il Centro Artek-Bukovel ha in programma di adottare il suo primo turno invernale e di essere aperto tutto l'anno.

## Piani futuri
Il resort si sta sviluppando rapidamente. Sono in corso l'espansione delle infrastrutture e nuove piste da sci e la maggior parte degli edifici è stata costruita negli ultimi anni. Il Master Plan Bukovel prevede l'installazione di 26 grandi impianti di risalita per un flusso totale di 57.000 persone all'ora e la costruzione di piste con una superficie totale di 379 ettari, che potranno ospitare fino a 19.500 turisti alla volta. Dopo il completamento della quinta, ultima fase di costruzione, il resort disporrà di 118 chilometri di piste, che consentiranno al resort di diventare una delle 50 più grandi stazioni sciistiche del mondo.
Il piano generale prevede anche la creazione di 13.200 posti letto negli hotel, 13.380 posti letto nelle immediate vicinanze delle piste, 3.650 posti letto in ville e 3.160 posti letto in edifici residenziali per il personale del resort (33.390 posti letto in totale). Il resort, con una capacità totale di oltre 20.000 persone, prevede inoltre 2.500 posti auto previsti per il parcheggio diurno (inclusi 2.000 posti auto in due ampi parcheggi).
- Funivia Yaremche-Bukovel;
- complesso alberghiero di classe economica per studenti con piste da ballo e parco acquatico;[2]
- parcheggio coperto per 3000 auto;
- palazzo del ghiaccio;
- nuove rotte;
- halfpipe;

## Galleria della stazione sciistica di Bukovel

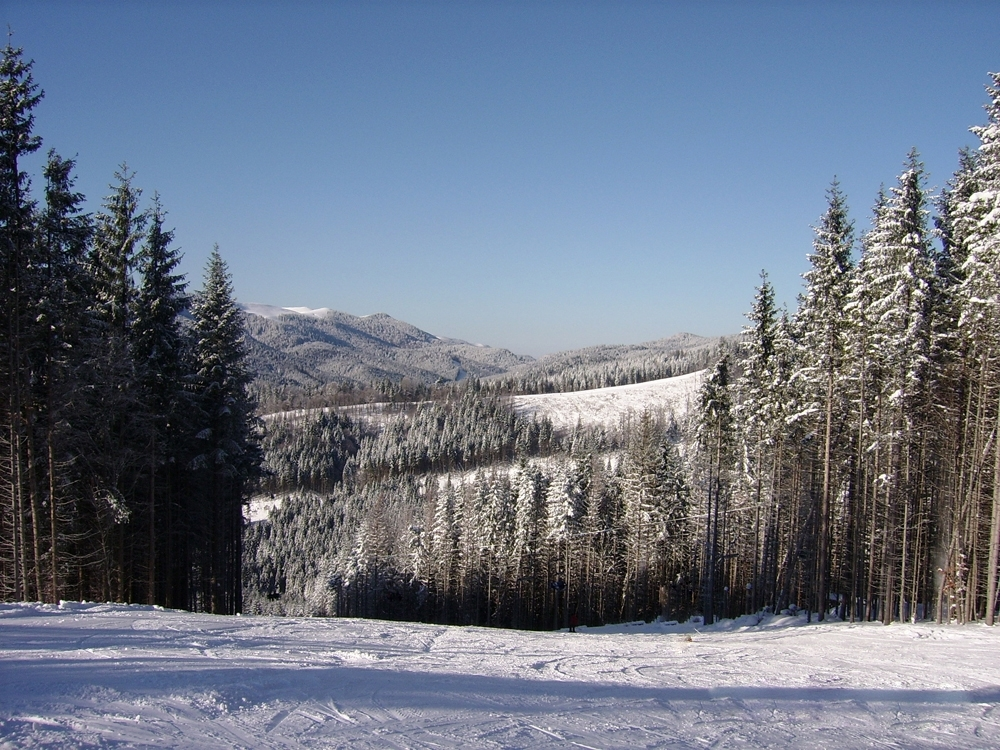
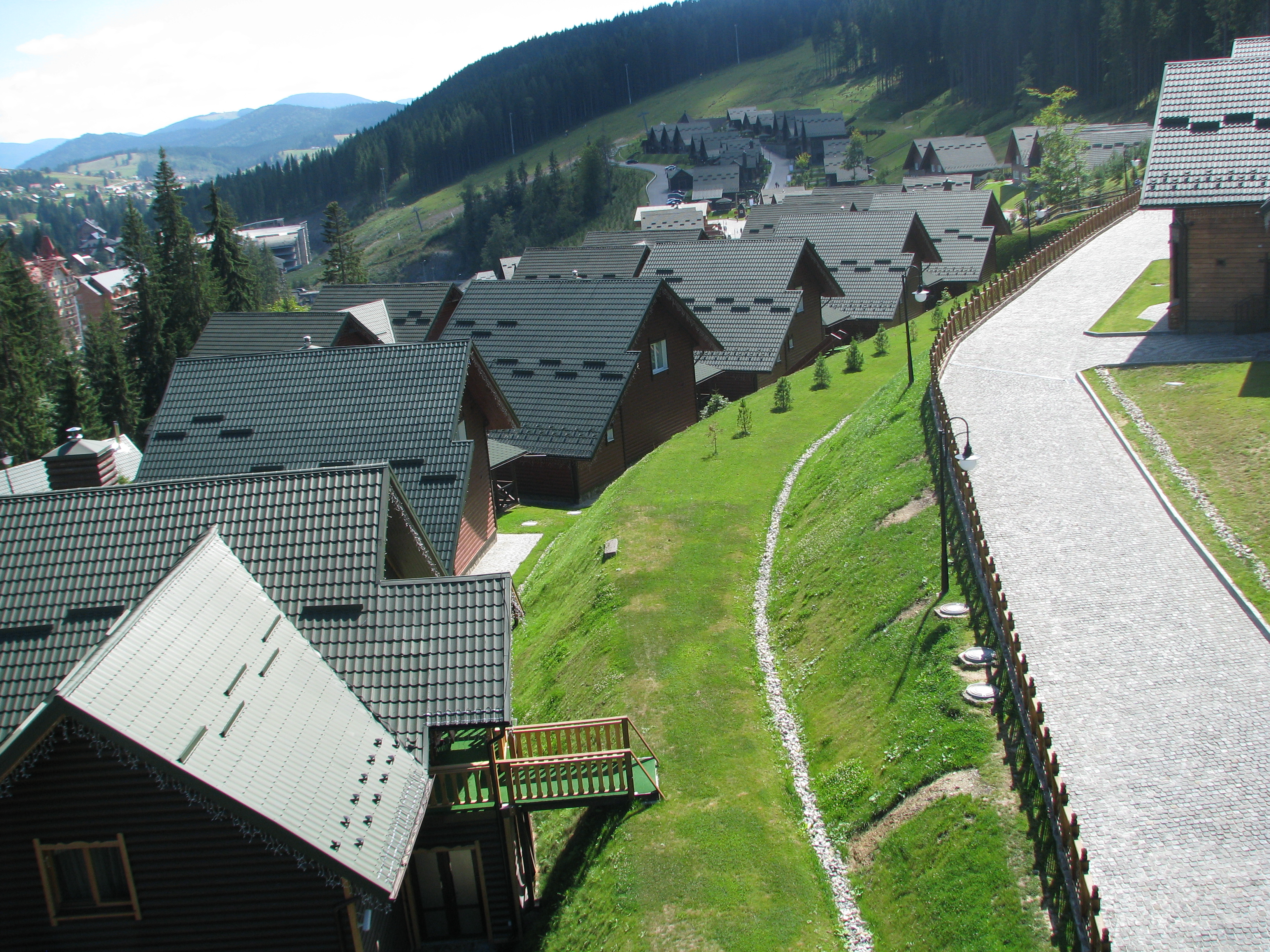
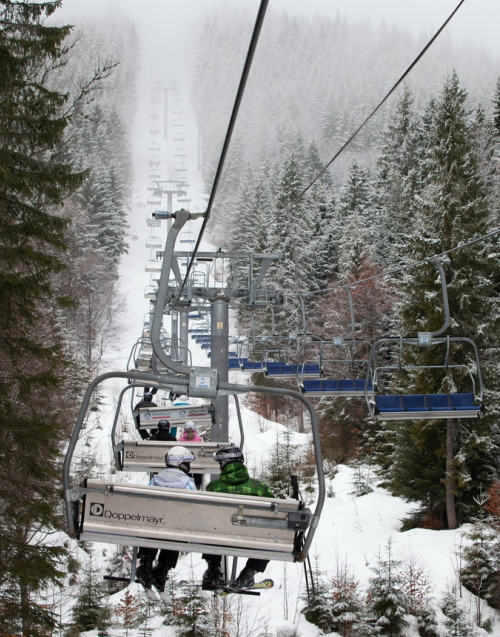
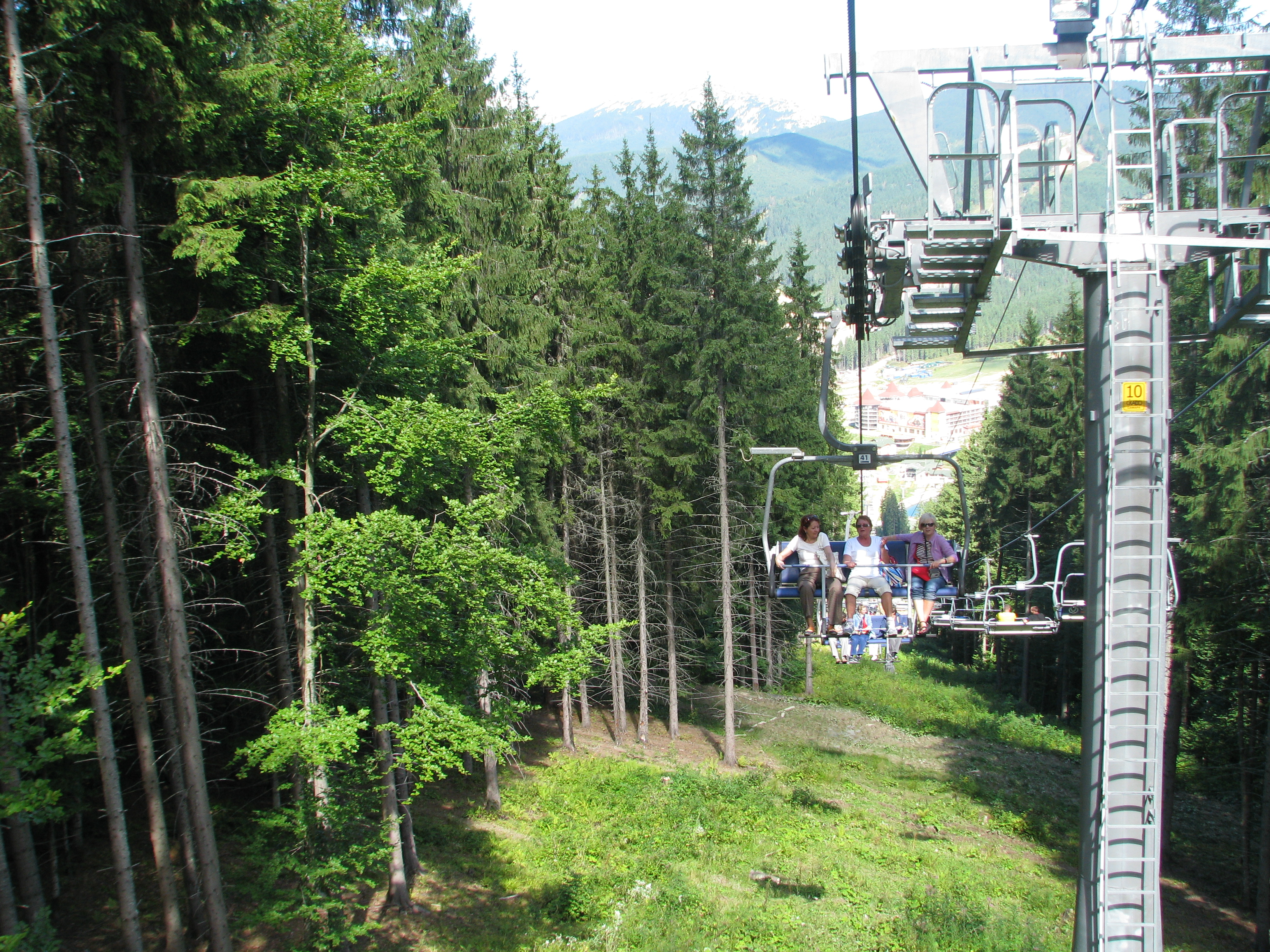
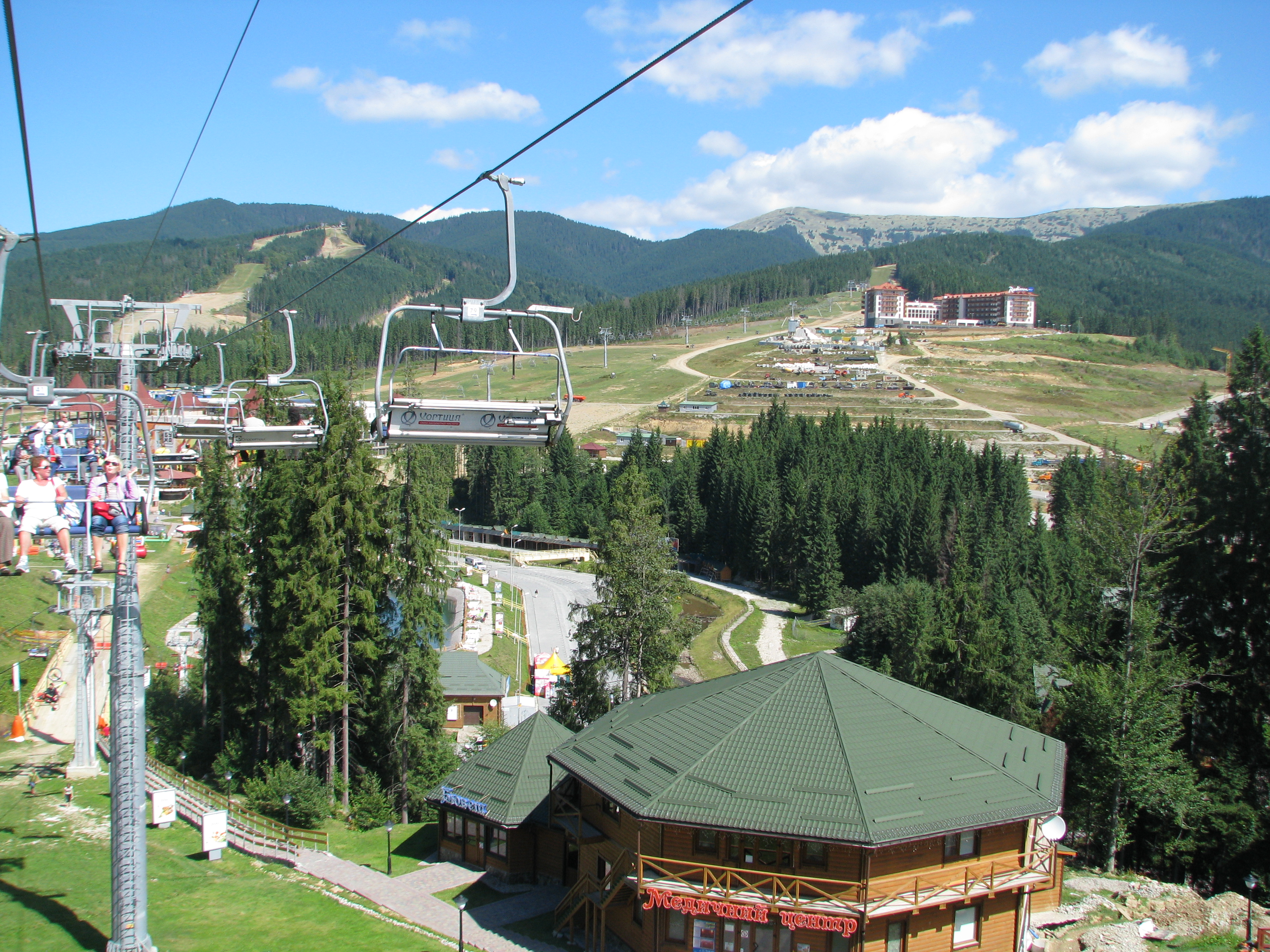
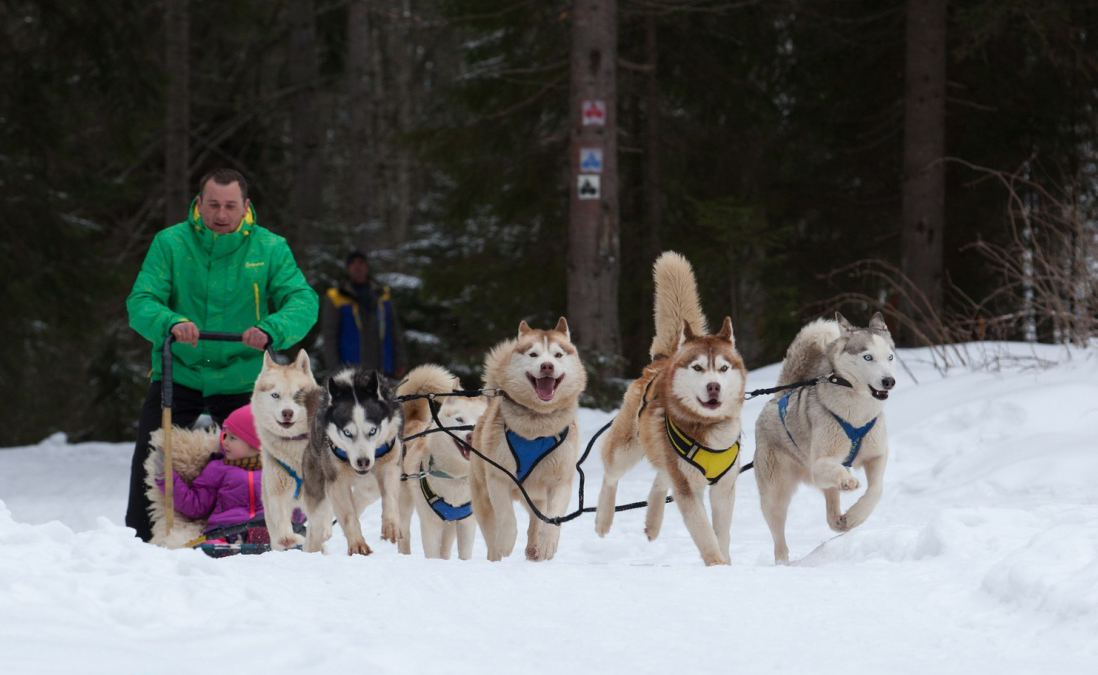
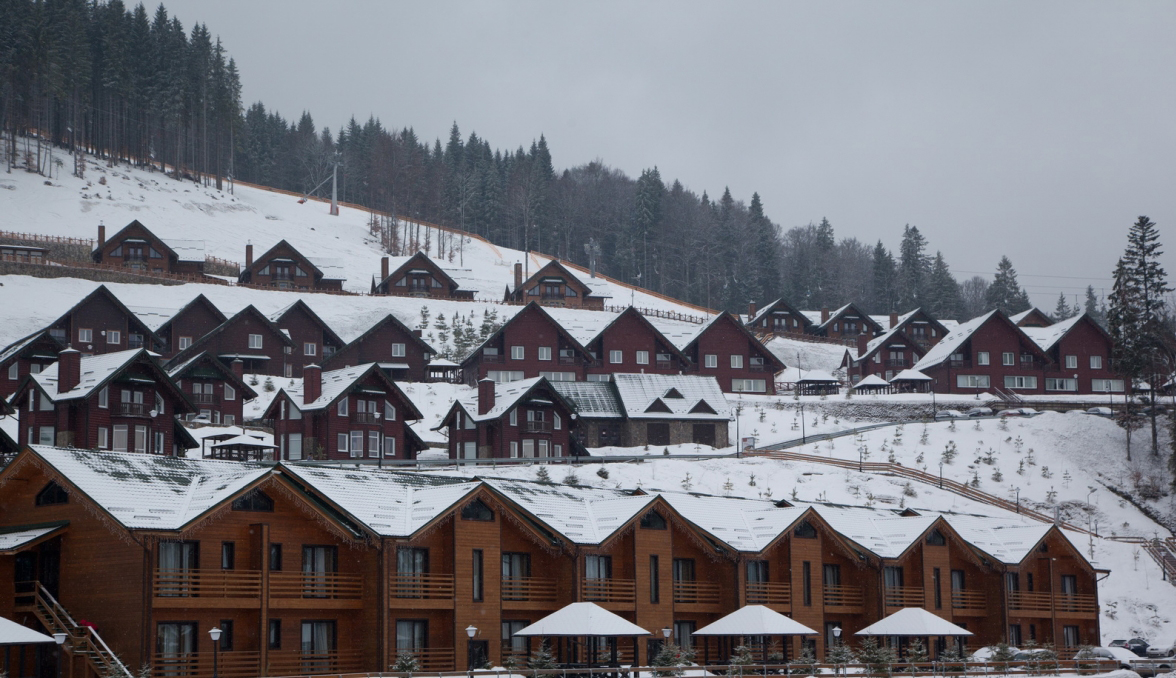
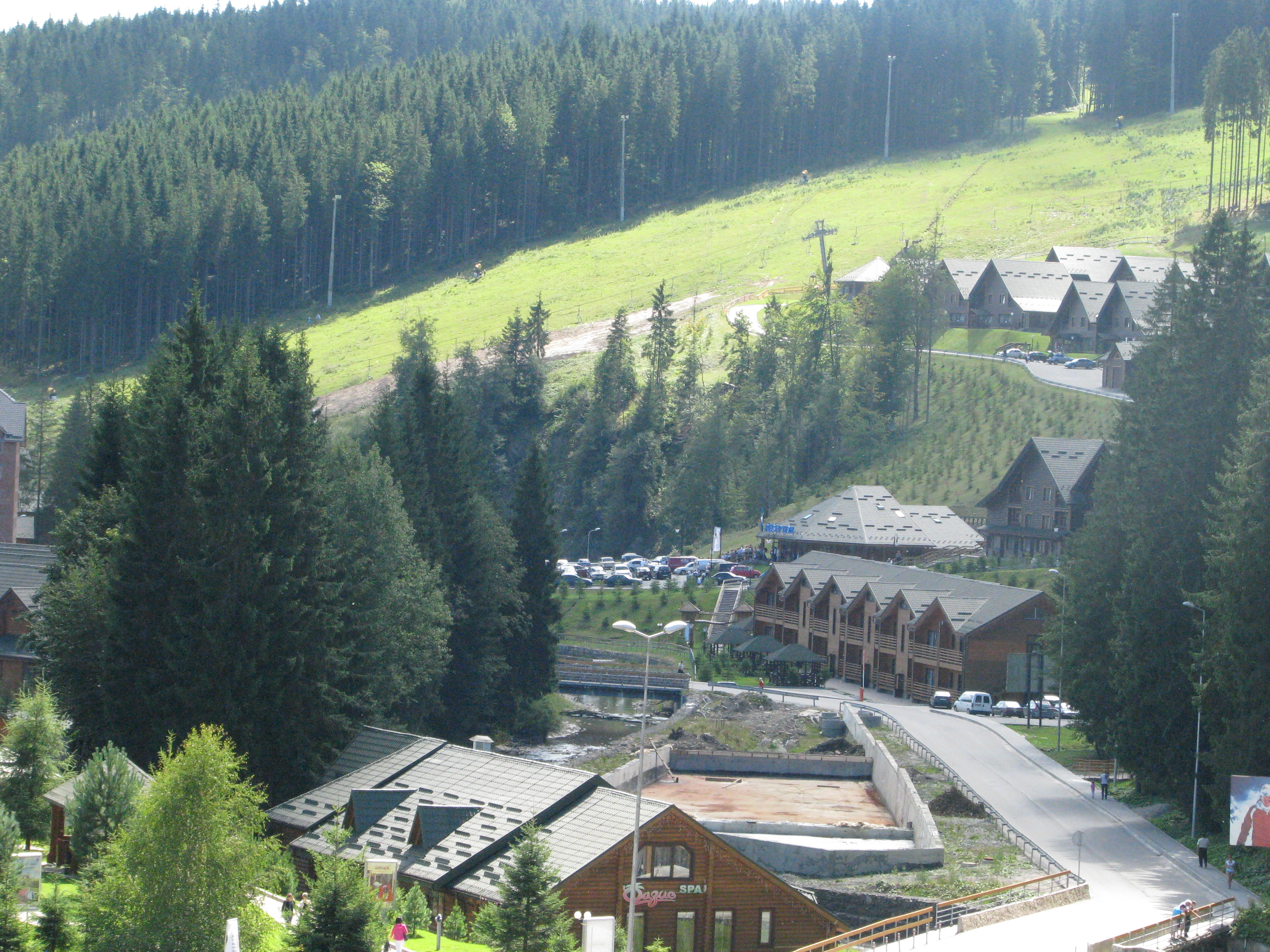
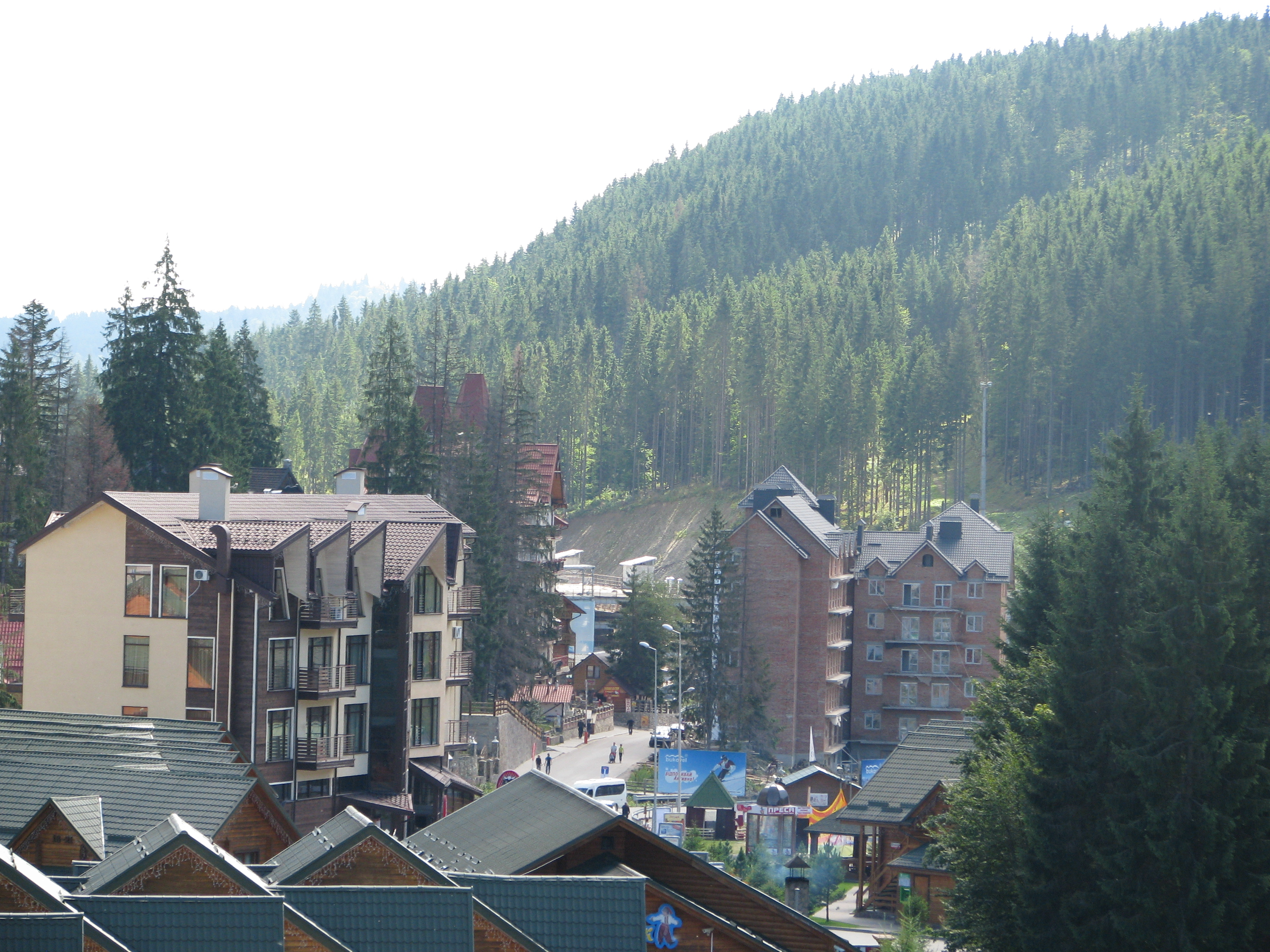
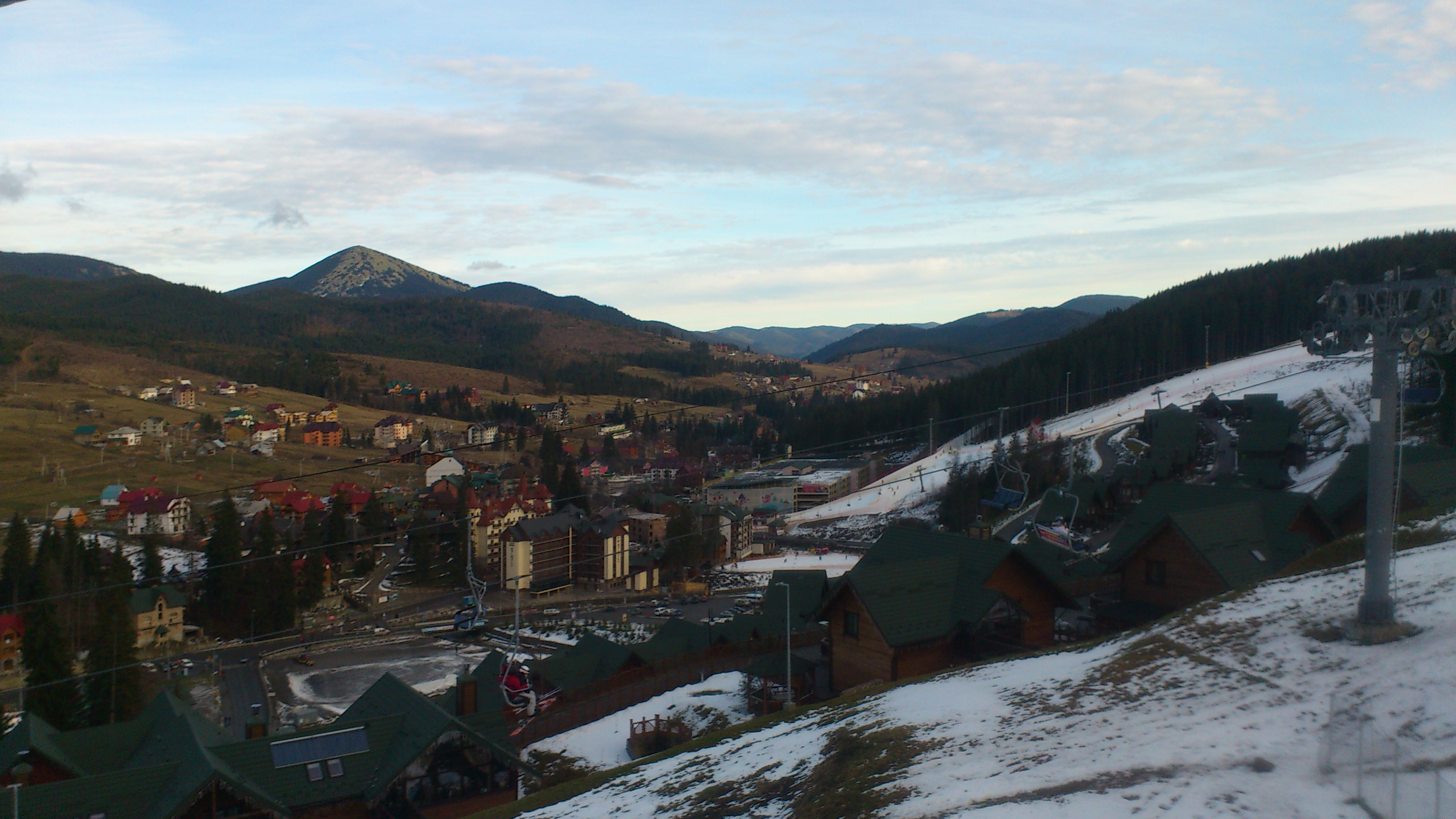
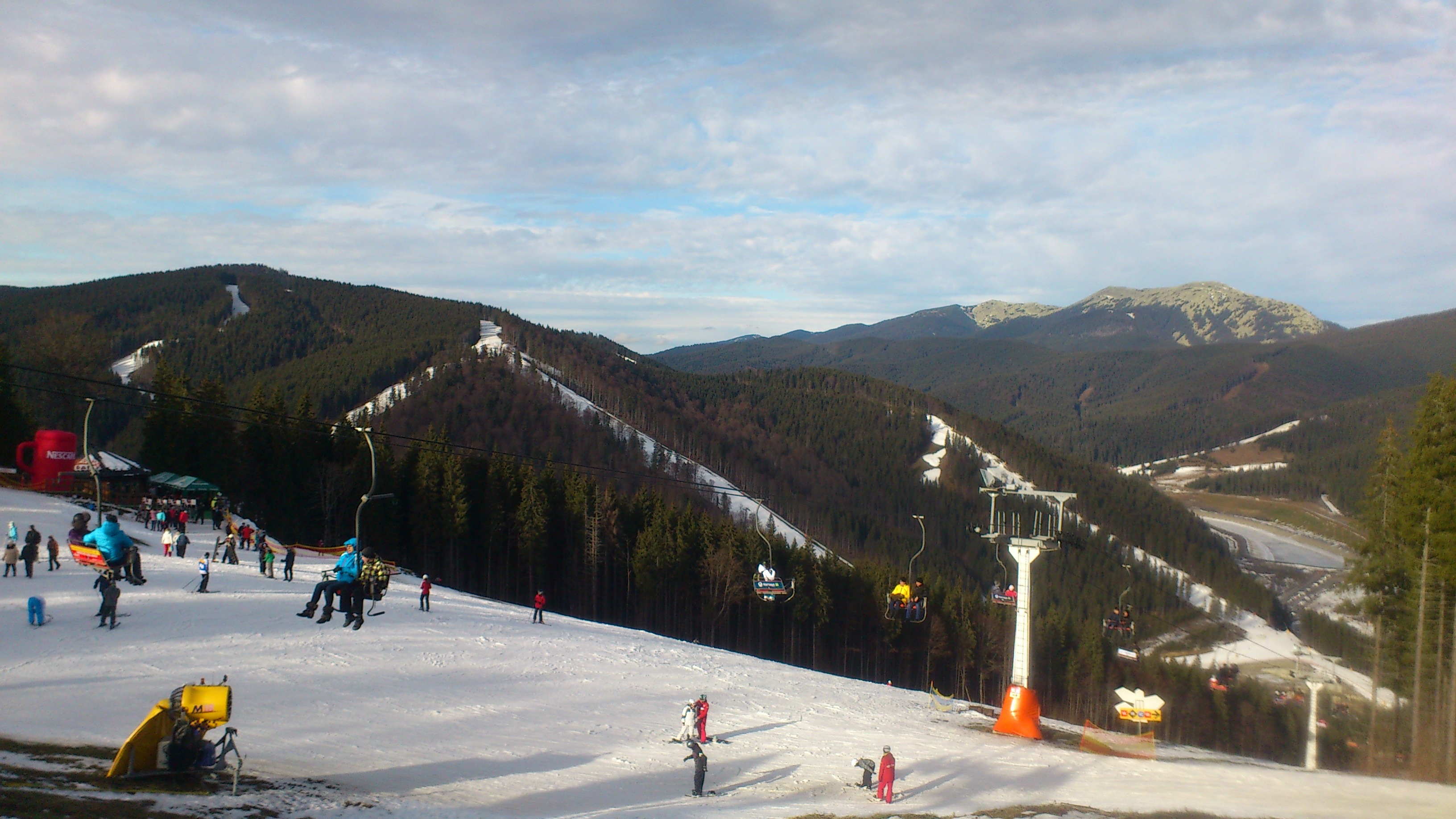
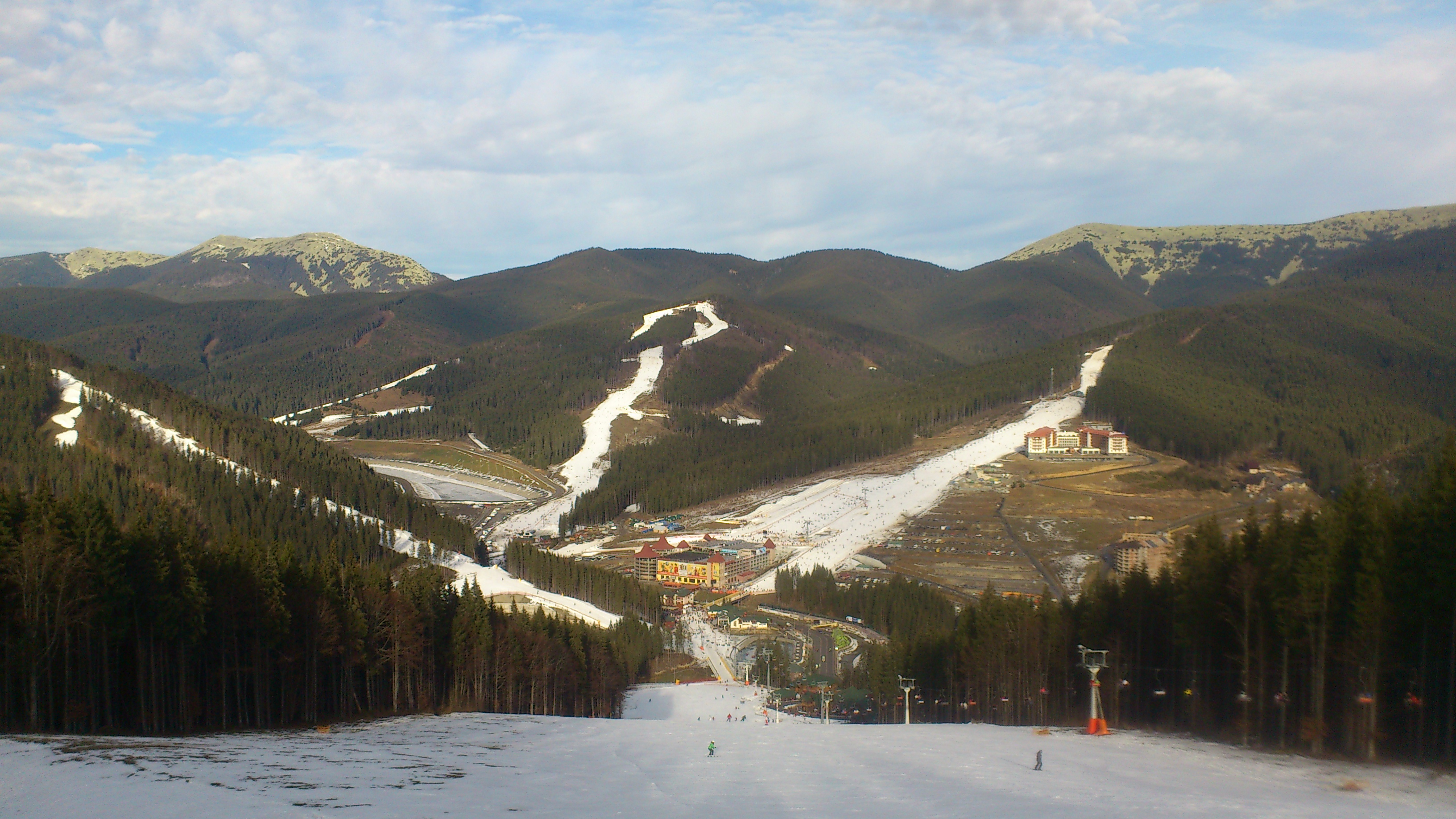
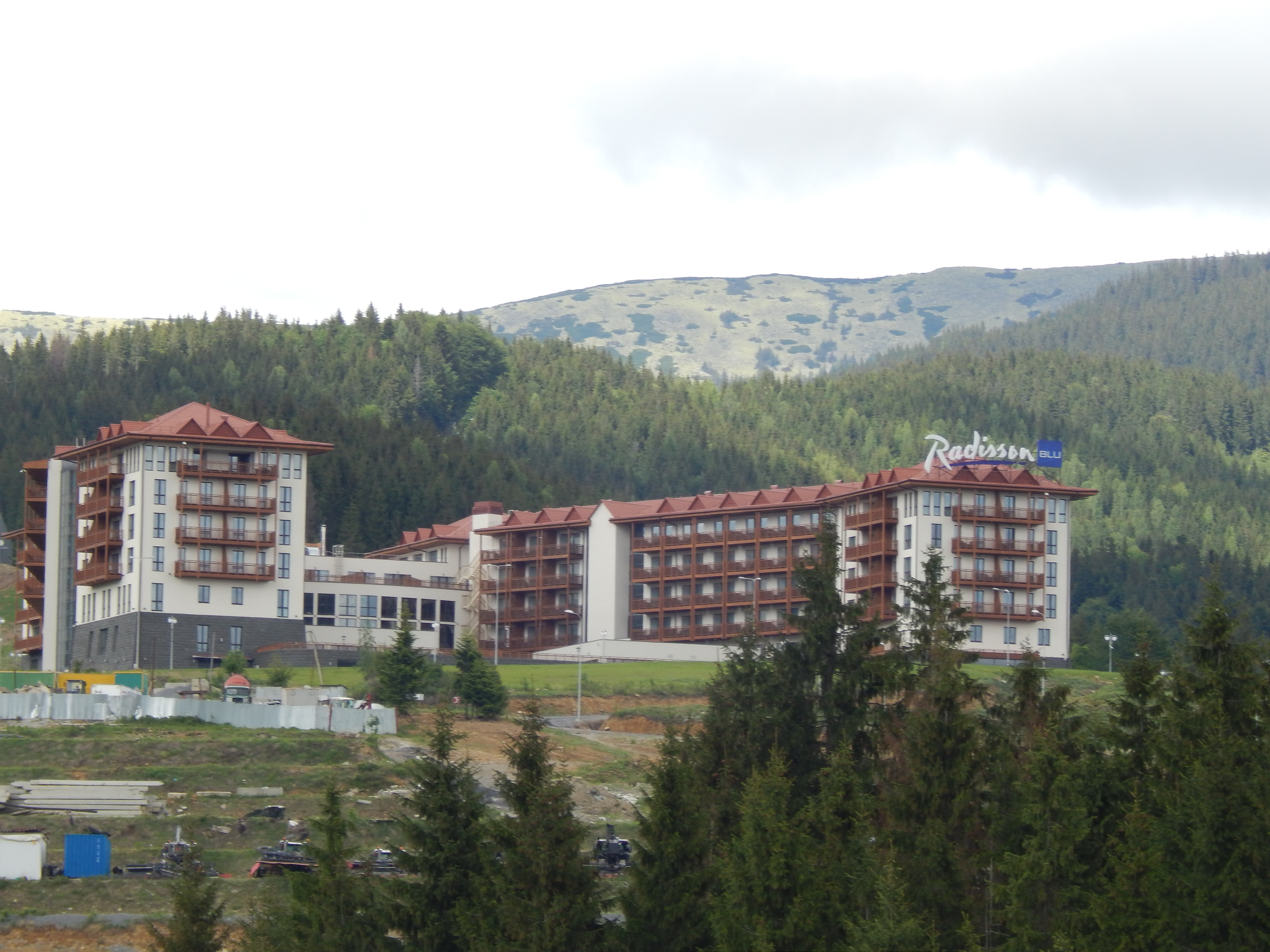